# 阿巴丹危機

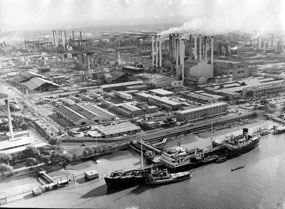
位於阿巴丹的英伊石油公司。

阿巴丹危機發生在伊朗國有化英伊石油公司在伊朗的資產及驅逐阿巴丹煉油廠的西方企業後的1951年至1954年間。

## 序幕
英伊石油公司是英國「唯一且最大的海外資產」，又是英國艾德禮及埃內斯特·貝文戰後時期的「民族自豪泉源」。即使到「1940年代及1950年代初，一些英國高官仍理所當然地相信波斯石油就是英國石油，因為當地的石油是英國發現的，由英國資本發展，並且是透過英國的技術和才能開採」。
對此相對，伊朗總理穆罕默德·摩薩台認為英伊石油公司在1933年與伊朗達成的協議是「不道德和非法的」，摩薩台「指責英國在伊朗境內從事的所有商業活動」。英國擔憂摩薩台的政策一旦變得普遍，「全世界的民族主義者也會廢棄與英國達成的共識」。

## 國有化

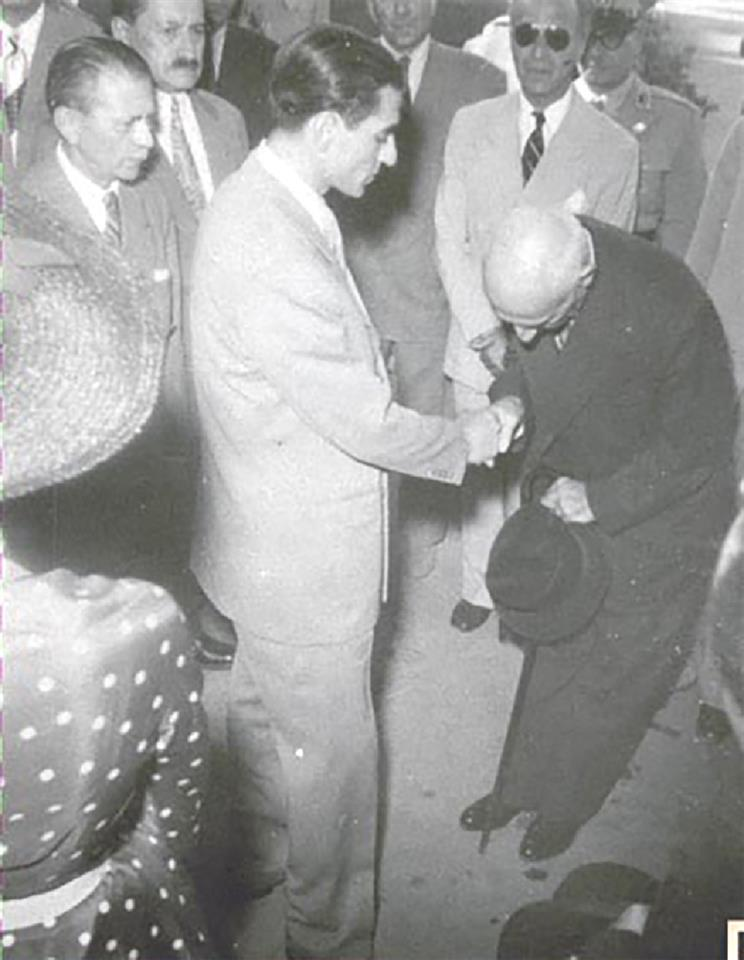
伊朗總理穆罕默德·摩薩台與穆罕默德·禮薩·巴列維握手。

1951年3月，伊朗國會通過國有化英伊石油公司。國有化受到大批伊朗民眾的支持，伊朗石油被視為久久未能兌現的可靠國家財富，用以消除國內的貧窮問題。英國則視之為違反協約，不能夠接受。英伊石油公司被國有化後，英國駐美國外交人員認為容許伊朗國有化英伊石油公司「會被看作是俄國人的勝利」，也會「造成每年數以十億英鎊計的國際收支損失，嚴重影響我們的整軍計劃及生活質素」。
英國軍艦於是封鎖阿巴丹。同年8月22日，英國對伊朗實施一系列的經濟制裁，禁止糖、鋼等英國主要的商品出口到伊朗，又將在伊朗油田工作的所有英國人及阿巴丹的300名行政人員撤走，凍結伊朗在英國銀行開立的硬貨幣戶口。
1951年秋，在英國工人撤離後，伊朗人自信可以僱用非英籍的技術人員以保持石油產業的運作，並訓練本國人逐漸替代他們。不幸地，美國、瑞典、比利時、荷蘭、巴基斯坦及德國都拒絕派出可用的技術人員投身被國有化的伊朗石油業，只有意大利予以援手，說明實現工業化的國家在伊朗國有化爭議上支持英國。
1952年7月，英國皇家海軍攔截了一艘意大利油輪「羅絲瑪莉號」，指稱油輪運載的石油是被盜的財產，迫使油輪駛進英國的保護港亞丁。運載伊朗石油的油輪被英國皇家海軍攔截這個消息傳開後，其他油輪都被嚇跑，有效地影響伊朗的石油出口。

## 政變
伊朗總理穆罕默德·摩薩台因阿巴丹危機而下台，中央情報局及軍情六處在這次代號為阿賈克斯行動的政變裡扶植穆罕默德·禮薩·巴列維上台。1954年8月，英伊石油公司由一個國際財團控制，股權分配的份額如下：40%股權由五家美國企業平均瓜分（每家佔8%）、英國石油佔40%股權、殼牌佔14%股權、法國石油公司道達爾佔6%股權。伊朗原本與英伊石油公司達成的協定收取20%利潤也修改成25%。在同一時間，在沙特阿拉伯及其他產油國與美國石油企業合作可以獲得50%利潤。

## 註腳
1. ↑  Tucker 2009，第2344頁
2. ↑  Gasiorowski & Byrne 2004，第129頁
3. ↑  Gasiorowski & Byrne 2004，第148頁
4. ↑  Kinzer 2003，第90頁
5. ↑  Kinzer 2003，第110頁
6. ↑  Gasiorowski & Byrne 2004，第182頁
7. ↑  Kinzer 2003，第138頁
8. ↑  Davenport-Hines & Jones 2003，第48頁
9. ↑  Kaim 2008，第67頁